# Cameroon Radio Television
Cameroon Radio Television, conosciuta anche con l'acronimo CRTV e come Radiodiffusion-Télévision du Cameroun, è l'ente radiotelevisivo pubblico del Camerun. Trasmette dalla capitale Yaoundé in francese e in inglese.

## Storia

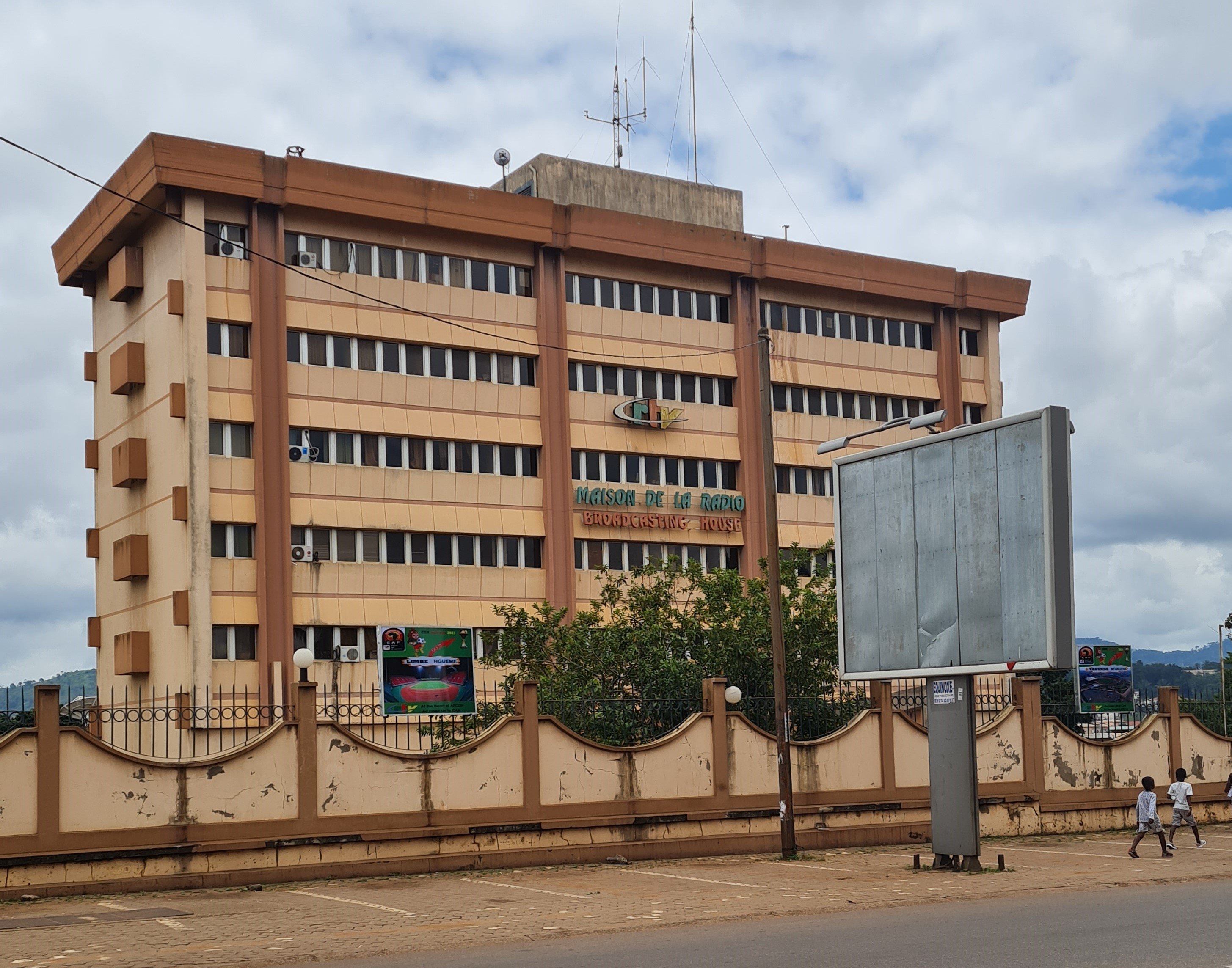
Sede di CRTV Radio a Yaoundé

In Camerun la radiodiffusione iniziò nel 1940 con l'apertura nella località di Douala da parte del governo francese, in età coloniale, di Radio Douala, conosciuta anche con il soprannome di "L'enfant de la guerre" ("Il bimbo della guerra"), utilizzando in principio un trasmettitore da 150 watt. Questa stazione serviva principalmente come mezzo di propaganda per l'organizzazione politico-militare Francia libera, guidata da Charles de Gaulle durante la seconda guerra mondiale. 
Nel 1950 fu installato un trasmettitore da 1kw che consentì di migliorare la qualità dell'audio e poco dopo Radio Douala passò sotto il controllo della Société de Radiodiffusion de la France d'Outre-Mer (SORAFOM), creata per promuovere la produzione di programmi da parte delle popolazioni locali. SORAFOM installò un altro radiotrasmettitore da 1kw a onde medie e uno da 4kw a onde corte, arrivando a diffondere il segnale a Yaoundé e altre regioni del Paese. 
Nell'arco di alcuni anni nacquero anche Radio Cameroon (1955), Radio Yaoundé (1955) e Radio Garoua (1958).
Tra il 1959 e il 1961 fu installato un radiotrasmettitore mobile finanziato dal governo nigeriano a Buéa.
Il 14 aprile 1962 SORAFOM fu rinominata Office of Radiophonic Cooperation (OCORA), struttura che avrebbe gestito Radio Cameroon fino al 1963, quando il controllo della radiotelevisione passò nelle mani del governo camerunese, che stabilì un quartier generale a Yaoundé. Questa struttura entrò a far parte dell'amministrazione camerunese come direzione della National Radio Broadcasting of Cameroon (RNC), sotto il controllo del Ministero dell'Informazione e della Cultura del Camerun. 
Dopo l'indipendenza del Paese dalla Francia, ottenuta nel 1960, alle stazioni già esistenti si aggiunsero Radio Buéa (1961), Radio Bertoua (1978), Radio Bafoussam (1980), Radio Bamenda (1981), Radio Ngaoundéré, Radio Ebolowa e Radio Maroua (1986).
La televisione, invece, fu fondata nel 1974 con il nome di "Cameroon Television" (CTV) in seguito alla stipula di un contratto tra il Ministero della Pianificazione e dell'Industria e Europace per la messa a punto di un sistema di istruzione di massa attraverso i mezzi audiovisivi. Lo studio degli aspetti tecnici di questo progetto iniziò il 15 novembre 1974 e terminò il 15 maggio 1975 con la stesura dei dettagli e il lancio di un bando di gara internazionale il 16 maggio 1976. 
Nel 1982 furono ingaggiati il consorzio Thomson-Sodetech per le attrezzature e le infrastrutture dei programmi e il consorzio Siemens-TRT-Fougerole per le attrezzature della produzione e della rete di trasmissione e per gli immobili. Thomson-Sodotech iniziò i lavori il 25 novembre 1982 e Siemens-TRT-Fougerole il 10 gennaio 1983. 
Il decreto legislativo 84/262 del 12 maggio 1984 creò un'unità di coordinamento per il progetto televisivo, posto sotto l'autorità del Segretariato Generale della Presidenza della Repubblica, che includeva una commissione di coordinamento, un'unità televisiva, quattro unità di controllo tecnico e una cella di trasmissione.
Le prime immagini, a carattere sperimentale, andarono in onda il 20 marzo 1985, da Bamenda, in occasione del congresso dell'Unione Nazionale Camerunese (UNC), da cui originò il Raggruppamento Democratico del Popolo Camerunese (RDPC); e anche la visita di Papa Giovanni Paolo II in Camerun fu trasmessa durante questa fase sperimentale.
La programmazione regolare ebbe inizio il 23 dicembre 1985 alle 18,00.
Il 26 aprile 1986, su ordinanza numero 86/001, fu aperta la sede di CTV. Il decreto 86/005 stabilì le regole di organizzazione e gestione del servizio televisivo nazionale.
Il 17 dicembre 1987, in virtù delle leggi numero 87/019 e 87/020, la radio e la televisione, che erano finora restate entità separate, furono fuse nella Cameroon Radio Television (CRTV). Il decreto numero 88/126 del 25 gennaio 1988 ne formalizzò l'organizzazione e il funzionamento.

## Servizi

### Televisione
| Nome                        | Sede    | Тipo                    | Lancio          | Lingua                |
| --------------------------- | ------- | ----------------------- | --------------- | --------------------- |
| CRTV 1                      | Yaoundé | generalista             | 1985            | francese e in inglese |
| CRTV News                   | Yaoundé | informazione            | 28 gennaio 2018 | francese e in inglese |
| CRTV Sports & Entertainment | Yaoundé | sport e intrattenimento | 6 giugno 2019   | francese e in inglese |

### Radio

#### Radio nazionale
| Nome       | Sede    | Тipo        | Lancio | Lingua                |
| ---------- | ------- | ----------- | ------ | --------------------- |
| CRTV Radio | Yaoundé | generalista | 1985   | francese e in inglese |

#### Radio regionale
CRTV Adamaoua, CRTV Centre, CRTV Est, CRTV Extrême-Nord, CRTV Littoral, CRTV Nord, CRTV Nord-Ouest, CRTV Ouest, CRTV Sud, CRTV Sud-Ouest.

#### Radio locale
CRTV Wave FM, CRTV Kousseri FM, CRTV Yagoua FM, CRTV Yaoundé FM94, CRTV Mount Cameroon FM, CRTV Suelaba FM, CRTV Poala FM.

## Ricezione

### Terrestre
La televisione di Cameroon Radio Television trasmette in standard DVB-T HD; la radio trasmette in AM e in FM.

### Satellite[3]
| Satellite          | Eutelsat 16A                                   | SES 5                                          | Eutelsat 8 West B                              | SES 4                                          |
| Posizione orbitale | 16.0° E                                        | 5.0° E                                         | 8.0° W                                         | 22.0° W                                        |
| Canali             | CRTV 1, CRTV News, CRTV Sports & Entertainment | CRTV 1, CRTV News, CRTV Sports & Entertainment | CRTV 1, CRTV News, CRTV Sports & Entertainment | CRTV 1, CRTV News, CRTV Sports & Entertainment |
| Frequenza          | 10804 H                                        | 12380 H                                        | 3832 L                                         | 12610 V                                        |
| SR                 | 30000                                          | 27500                                          | 7585                                           | 30000                                          |
| FEC                | 2/3                                            | 3/4                                            | 2/3                                            | 3/4                                            |
| Modulazione        | 8PSK                                           | QPSK                                           | 8PSK                                           | QPSK                                           |

### Streaming
Cameroon Radio Television in streaming

## Programmazione
L'azienda ha una diffusione nazionale, coprendo tutte e dieci le regioni del Camerun, ed ha una posizione di leader incontrastato rispetto ai vari canali privati radio e TV concorrenti. 
La maggior parte della programmazione è in lingua francese, ma alcune ore sono riservate anche a quella in inglese, visto che il Paese è bilingue. L'offerta include documentari autoprodotti, rubriche, sport, notizie e approfondimenti sull'attualità, nonché serie televisive importate dall'Asia e dal Brasile.